# Elbeenus lauramartinae
Elbeenus lauramartinae is een zachte koraalsoort uit de familie Alcyoniidae. De koraalsoort komt uit het geslacht Elbeenus. Elbeenus lauramartinae werd in 2002 voor het eerst wetenschappelijk beschreven door Alderslade. 